# Microtraumatisme
Un microtraumatisme est un traumatisme de très petite intensité mais qui à long terme peut être néfaste pour la santé. Il est particulièrement étudié dans les cas des claviers d'ordinateur par la répétition de la frappe au bout des doigts, et dans les cas de maladies professionnelles en fin de carrière, mais aussi dans le domaine du sport.

## Clavier d'ordinateur
Le profil idéal de la frappe des touches est un enfoncement de plus en plus résistant, puis une brusque relâche avant la butée de fin de course, afin de permettre à l'utilisateur de cesser la pression avant de buter.
On parle de course « linéaire » quand une touche semble ne rencontrer aucun obstacle lors de la frappe, et de course « sensitive » quand une légère halte et un clic audible marquent la transition entre l'appui qui n'affiche rien et l'appui qui provoque l'affichage du caractère. On appelle key rollover (KRO) le nombre de touches sur lesquelles l'utilisateur peut appuyer successivement, sans les relâcher, avant de bloquer le clavier ; un clavier sera dit NKRO s'il ne se bloque pas (de toute façon, un tel blocage clavier prend fin en enlevant ses doigts des touches).
La surface des touches est soit plate, soit cylindrique (s'adapte aux extrémités des doigts), soit ronde (principalement sur les anciens claviers) ; les caractères sur les touches sont soit imprimés, soit gravés au laser. La pression sur une touche s'exprime en centinewton (cN) ; un centinewton équivalant environ à un gramme, la pression nécessaire pour enfoncer une touche est aussi notée en grammes.

## Dans le sport
Les microtraumatismes sont fréquents dans le sport, en particulier dans les sports impliquant un contact, comme la boxe, le rugby (conséquences sur les vertèbres des entrées en mêlée) ou le football (conséquences de tacles répétés et du jeu de tête en particulier). On en trouve également dans les sports sans contact comme la gymnastique, l'athlétisme (au niveau des articulations) ou la pratique du jogging.
Des microtraumatismes peuvent aussi être diagnostiqués au niveau de l'épaule dans des sports tels que le tennis, le badminton ou le volley-ball. L'atteinte neurologique microtraumatique de l'épaule est typique de la médecine du sport.